# WSA World Tour 2005/06
Die WSA World Tour 2005/06 umfasst alle bestätigten Turniere der professionellen Damensquash-Saison 2005/06 der WSA World Tour. Die nach dem Monat sortierte Übersicht zeigt den Ort des Turniers an, dessen Namen, das ausgeschüttete Gesamtpreisgeld, sowie die Siegerin des Turniers. In der abschließenden Tabelle werden sämtliche Turniersiegerinnen nach der Menge ihrer Titel aufgelistet. Dabei ist es nicht relevant, welche Wertigkeit die von der Spielerin gewonnenen Turniere besaßen, auch wenn eine entsprechende Erfassung erfolgt.
In der Saison 2005/06 fanden insgesamt 43 Turniere statt. Das Gesamtpreisgeld betrug 929.400 US-Dollar. Weltmeisterin wurde Nicol David, die gleichzeitig mit sechs Turniersiegen die meisten Titel in dieser Saison gewann.

## Tourinformationen

### Anzahl nach Turnierserie
| Turnierserie | WM 1 | Go 50 2 | Go 35 | Si 25 3 | Si 15 | Tour 4 |
| ------------ | ---- | ------- | ----- | ------- | ----- | ------ |
| Anzahl       | 1    | 2       | 3     | 6       | 8     | 23     |
| Gesamt       | 1    | 5       | 5     | 14      | 14    | 23     |

## Turnierplan

### August
| Datum         | Ort            | Turnier                              | Preisgeld | Siegerin        |
| ------------- | -------------- | ------------------------------------ | --------- | --------------- |
| 03.08.–06.08. | Salt Lake City | Squashworks Salt Lake City Open 2005 | $ 9.000   | Engy Kheirallah |
| 28.08.–02.09. | Wah Cantt      | POF Wah Cantt Open 2005              | $ 9.750   | Carla Khan      |

### September
| Datum         | Ort        | Turnier                            | Preisgeld | Siegerin        |
| ------------- | ---------- | ---------------------------------- | --------- | --------------- |
| 06.09.–11.09. | Seattle    | PMI Seattle Open 2005              | $ 31.000  | Rachael Grinham |
| 07.09.–11.09. | Quito      | Quito Open 2005                    | $ 7.750   | Runa Reta       |
| 20.09.–25.09. | Teheran    | Islamic Games 2005                 | $ 8.750   | Tricia Chuah    |
| 27.09.–30.09. | Alexandria | Alexandria Sporting Club Open 2005 | $ 10.350  | Engy Kheirallah |
| 29.09.–02.10. | Yokohama   | Traders United Yokohama Open 2005  | $ 15.000  | Vicky Botwright |

### Oktober
| Datum         | Ort           | Turnier                                       | Preisgeld | Siegerin         |
| ------------- | ------------- | --------------------------------------------- | --------- | ---------------- |
| 09.10.–17.10. | Manchester    | Dunlop British Open Squash Championships 2005 | $ 31.000  | Nicol David      |
| 12.10.–16.10. | Calgary       | Airdrie Chrysler Calgary Open 2005            | $ 7.500   | Runa Reta        |
| 18.10.–23.10. | Negril        | Hedonism II Open 2005                         | $ 23.300  | Rachael Grinham  |
| 25.10.–30.10. | New York City | Carol Weymuller Open 2005                     | $ 31.500  | Nicol David      |
| 28.10.–30.10. | Goshen        | Rollpak Goshen Open 2005                      | $ 6.500   | Suzie Pierrepont |

### November
| Datum         | Ort        | Turnier                                  | Preisgeld | Siegerin         |
| ------------- | ---------- | ---------------------------------------- | --------- | ---------------- |
| 02.11.–08.11. | Boston     | US Open 2005                             | $ 24.000  | Natalie Grinham  |
| 08.11.–12.11. | Monaco     | Monte Carlo Classic 2005                 | $ 31.000  | Vanessa Atkinson |
| 08.11.–13.11. | Atlanta    | Atlanta Masters 2005                     | $ 9.000   | Engy Kheirallah  |
| 17.11.–20.11. | Boca Raton | Florida State Open 2005                  | $ 9.000   | Fiona Geaves     |
| 21.11.–27.11. | Doha       | Qatar Classic 2005                       | $ 105.000 | Vanessa Atkinson |
| 27.11.–04.12. | Hongkong   | Squash-Weltmeisterschaft der Frauen 2005 | $ 72.500  | Nicol David      |

### Dezember
| Datum         | Ort                    | Turnier                         | Preisgeld | Siegerin      |
| ------------- | ---------------------- | ------------------------------- | --------- | ------------- |
| 14.12.–18.12. | Santa Cruz de Tenerife | Prince Canary Islands Open 2005 | $ 15.000  | Jenny Duncalf |

### Januar
| Datum         | Ort       | Turnier                    | Preisgeld | Siegerin       |
| ------------- | --------- | -------------------------- | --------- | -------------- |
| 10.01.–15.01. | Berwyn    | Liberty Bell Open 2006     | $ 6.000   | Samantha Terán |
| 17.01.–22.01. | Greenwich | Harrow Greenwich Open 2006 | $ 30.000  | Jenny Duncalf  |
| 23.01.–29.01. | Dayton    | EBS Dayton Open 2006       | $ 17.350  | Linda Elriani  |

### Februar
| Datum         | Ort           | Turnier                                   | Preisgeld | Siegerin         |
| ------------- | ------------- | ----------------------------------------- | --------- | ---------------- |
| 01.02.–06.02. | Rye           | Apawamis Open 2006                        | $ 41.750  | Vanessa Atkinson |
| 07.02.–12.02. | Hongkong      | Buler Challenge Cup 2006                  | $ 13.750  | Shelley Kitchen  |
| 13.02.–18.02. | Kuala Lumpur  | CIMB KL Open 2006                         | $ 42.500  | Vanessa Atkinson |
| 26.02.–03.03. | New York City | Bear Stearns Tournament of Champions 2006 | $ 37.500  | Vanessa Atkinson |

### März
| Datum         | Ort      | Turnier                           | Preisgeld | Siegerin       |
| ------------- | -------- | --------------------------------- | --------- | -------------- |
| 03.03.–05.03. | Genf     | Sigma Swiss Open 2006             | $ 4.000   | Lauren Briggs  |
| 16.03.–19.03. | Montreal | Grolsch Quebec Open 2006          | $ 4.000   | Melanie Jans   |
| 17.03.–20.03. | Mikkeli  | Savcor Finnish Open 2006          | $ 6.000   | Lauren Briggs  |
| 28.03.–02.04. | Dublin   | Cannon Kirk Homes Irish Open 2006 | $ 20.000  | Madeline Perry |

### April
| Datum         | Ort          | Turnier                                | Preisgeld | Siegerin        |
| ------------- | ------------ | -------------------------------------- | --------- | --------------- |
| 04.04.–09.04. | Houston      | Texas Open 2006                        | $ 22.500  | Vicky Botwright |
| 08.04.–13.04. | Poughkeepsie | Vassar College Class of 1932 Open 2006 | $ 22.050  | Tania Bailey    |

### Mai
| Datum         | Ort         | Turnier                          | Preisgeld | Siegerin          |
| ------------- | ----------- | -------------------------------- | --------- | ----------------- |
| 19.05.–21.05. | Perth       | Hyatt Regency Perth WA Open 2006 | $ 5.000   | Kasey Brown       |
| 19.05.–22.05. | Carcassonne | Carcassonne City Open 2006       | $ 5.500   | Orla Noom         |
| 16.05.–01.06. | Hurghada    | Hurghada International 2006      | $ 20.800  | Omneya Abdel Kawy |

### Juni
| Datum         | Ort        | Turnier                                    | Preisgeld | Siegerin        |
| ------------- | ---------- | ------------------------------------------ | --------- | --------------- |
| 08.06.–11.06. | Naracoorte | Naracoorte Open 2006                       | $ 5.000   | Kasey Brown     |
| 09.06.–11.06. | Almere     | Tranzparanz Almere Trophy 2006             | $ 4.000   | Natalie Grinham |
| 20.06.–24.06. | Adelaide   | Mortgage Choice South Australian Open 2006 | $ 7.000   | Kasey Brown     |
| 25.06.–29.06. | Adelaide   | Australian Open 2006                       | $ 7.000   | Kasey Brown     |

### Juli
| Datum         | Ort          | Turnier                           | Preisgeld | Siegerin     |
| ------------- | ------------ | --------------------------------- | --------- | ------------ |
| 04.07.–09.07. | Hyderabad    | Qatar Airways Challenge 2006      | $ 79.550  | Nicol David  |
| 19.07.–23.07. | Hongkong     | Crocodile Challenge Cup 2006      | $ 13.750  | Rebecca Chiu |
| 25.07.–30.07. | Kuala Lumpur | CIMB Malaysian Open 2006          | $ 42.500  | Nicol David  |
| 31.07.–05.08. | Penang       | Hotel Equatorial Penang Open 2006 | $ 15.000  | Nicol David  |

## Turniersiegerinnen
| Platz | Spielerin         | Siege | WM 1 | Go 50 2 | Go 35 | Si 25 3 | Si 15 | Tour 4 |
| ----- | ----------------- | ----- | ---- | ------- | ----- | ------- | ----- | ------ |
| 1.    | Nicol David       | 6     | 1    | 1       | 1     | 2       | 1     |        |
| 2.    | Vanessa Atkinson  | 5     |      | 1       | 2     | 2       |       |        |
| 3.    | Kasey Brown       | 4     |      |         |       |         |       | 4      |
| 4.    | Engy Kheirallah   | 3     |      |         |       |         |       | 3      |
| 5.    | Vicky Botwright   | 2     |      |         |       |         | 1     | 1      |
| 5.    | Lauren Briggs     | 2     |      |         |       |         |       | 2      |
| 5.    | Jenny Duncalf     | 2     |      |         |       | 1       | 1     |        |
| 5.    | Natalie Grinham   | 2     |      |         |       |         | 1     | 1      |
| 5.    | Rachael Grinham   | 2     |      |         |       | 1       | 1     |        |
| 5.    | Runa Reta         | 2     |      |         |       |         |       | 2      |
| 11.   | Tania Bailey      | 1     |      |         |       |         | 1     |        |
| 11.   | Rebecca Chiu      | 1     |      |         |       |         |       | 1      |
| 11.   | Tricia Chuah      | 1     |      |         |       |         |       | 1      |
| 11.   | Linda Elriani     | 1     |      |         |       |         |       | 1      |
| 11.   | Fiona Geaves      | 1     |      |         |       |         |       | 1      |
| 11.   | Melanie Jans      | 1     |      |         |       |         |       | 1      |
| 11.   | Omneya Abdel Kawy | 1     |      |         |       |         | 1     |        |
| 11.   | Carla Khan        | 1     |      |         |       |         |       | 1      |
| 11.   | Shelley Kitchen   | 1     |      |         |       |         |       | 1      |
| 11.   | Orla Noom         | 1     |      |         |       |         |       | 1      |
| 11.   | Madeline Perry    | 1     |      |         |       |         | 1     |        |
| 11.   | Suzie Pierrepont  | 1     |      |         |       |         |       | 1      |
| 11.   | Samantha Terán    | 1     |      |         |       |         |       | 1      |

 1 WSA Weltmeisterschaft

 2 WSA Gold

 3 WSA Silver

 4 WSA Tour